# アラン・ホヴァネス
アラン・ホヴァネス（Alan Hovhaness、1911年3月8日 - 2000年6月21日）は、アメリカ合衆国の作曲家。本名は、アラン・ヴァネス・チャクマクジアン（Alan Vaness Chakmakjian）。

## 人物・来歴
アルメニア系の父親と、スコットランド系の母親との間にマサチューセッツ州サマーヴィルで生まれる。4歳より作曲を始め、10代のときに2つのオペラを作曲して高校で上演し、ロジャー・セッションズから注目を受けた。1929年に高校を卒業した後、ニューイングランド音楽院でフレデリック・コンヴァースに師事した。1934年には私淑していたジャン・シベリウスに会うためにフィンランドに旅行した。その後、20年間二人は文通を続けた。1936年にはインドの舞踊家ウダイ・シャンカールのボストン公演に参加し、インド音楽への関心を強めた。
1940年から10年間、マサチューセッツ州ウォータータウンのアルメニア教会のオルガニストを務め、アルメニア音楽への関心を強めた。1942年にタングルウッド音楽センターでアーロン・コープランドとレナード・バーンスタインから批判を受け、それまでの作品の多くを破棄し、より深くアルメニアの主題を研究するようになった。
1948年からボストン音楽院で教職についていたが、1951年、ニューヨークに移り、ボイス・オブ・アメリカの中近東部門の作曲家、音楽監督として勤務した。1955年に交響曲第2番『神秘の山』がレオポルド・ストコフスキーの指揮、ヒューストン交響楽団の演奏で初演され、高い評価を得た。1956年から1958年までハワード・ハンソンの勧めで、イーストマン音楽学校で夏季の講座を受け持った。
1959年から1963年までインド、ハワイ、日本、韓国へ研究旅行を行い、これらの国の伝統音楽の要素と自らの作品との融合を図った。1959年から1960年にかけてチェンマイでカルナティック地方の音楽を研究し、300以上のラーガを集め、1962年から1963年まで日本で雅楽（篳篥、竜笛、笙）、長唄と浄瑠璃（三味線）を学び、その影響が指摘される。1965年には先祖の国であるアルメニアを訪問した。
多作家で知られ、生涯に434の作品番号を付した楽曲を残した。一つの作品番号に複数曲がまたがっているので、総作品数は500を超えた。交響曲を67曲も作曲し、1990年代まで地方のオーケストラほかで初演されていた。
6度目の結婚相手は日本のコロラトゥーラ・ソプラノ歌手ヒナコ・フジハラ（1932年 - 2022年）であった。作品番号を附していない自筆譜が大量にあるため、彼女は現在ホヴァネス作品の出版社を興している。

## 主要作品
遺作は現在番号管理がなされていない。
- トランペットと弦楽のための「聖グレゴリウスの祈り」作品62b
- 龍笛と笙のためのソナタ 作品121
- 交響曲第1番 作品17「追放者」
- 交響曲第2番 作品132「神秘の山」
- 交響曲第3番 作品148（オランダ語版）
- 交響曲第4番 作品165
- 交響曲第6番 作品173「天空の門」（オランダ語版）
- 交響曲第7番 作品178「ナンガ・パルヴァ」
- 交響曲第9番 作品180「聖ヴァルタン」
- 交響曲第14番 作品194「アララト」
- 交響曲第15番 作品199「銀の巡礼」
- 交響曲第19番 作品217「ヴィシュヌ」（オランダ語版）
- 交響曲第20番 作品223「聖なる山への3つの旅」
- 交響曲第21番 作品234「エチミアジン」
- 交響曲第22番 作品236「光の都市」
- 交響曲第23番 作品249「アニ」
- 交響曲第24番 作品273「マジュヌーン」
- 交響曲第25番 作品275「オデュッセウス」
- 管弦楽とザトウクジラの鳴き声を吹き込んだテープのための「そして神は偉大なる鯨を創りたもうた・・・ 」作品229-1
- 交響曲第46番 作品347「緑の山に」（オランダ語版）
- 交響曲第48番 作品355「アンドロメダのビジョン」[12]
- 交響曲第49番 作品356「クリスマス交響曲」（オランダ語版）
- 交響曲第50番 作品360「セント・ヘレンズ山」（オランダ語版）
- 交響曲第53番 作品377「星の燭光」
- 交響曲第60番 作品396「アパラチア山脈へ」
- 交響曲第63番 作品411「ルーン・レイク」
- 交響曲第66番 作品428「グレイシア・ピークへの讃歌」
- 交響曲第67番 作品429「山への讃歌」
- ギター協奏曲第1番 作品325（オランダ語版）
- ギター協奏曲第2番 作品394

## 関連文献
- Howard, Richard (1983). The Works of Alan Hovhaness: A Catalog, Opus 1-Opus 360. Pro Am Music Resources. ISBN 0-912483-00-8.
- Kostelanetz, Richard (1989). On Innovative Music(ian)s. New York: Limelight Editions.
- Malina, Judith (1984). The Diaries of Judith Malina, 1947-1957. New York: Grove Press, Inc. ISBN 0-394-53132-9.
- Rosner, Arnold, and Vance Wolverton (2001). "Hovhaness [Hovaness], Alan [Chakmakjian, Alan Hovhaness]".  The New Grove Dictionary of Music and Musicians, second edition, edited by Stanley Sadie and John Tyrrell. London: Macmillan Publishers.